# Ida Auken
Ida Auken, född 22 april 1978, är en dansk politiker. Hon har under olika perioder tillhört Socialistisk Folkeparti respektive Radikale Venstre. Sedan januari 2021 tillhör hon Socialdemokratiet. Hon var miljöminister (för Radikale Venstre) från år 2011 till år 2014.
Hon valdes 2007 in i Folketinget för Socialistisk Folkeparti och var från år 2011 till år 2014 miljöminister i Regeringen Helle Thorning-Schmidt I. Hon är dotter till politikern Margrete Auken och systerdotter till den tidigare miljöministern Svend Auken. Ida Auken är teologiutbildad och har praktiserat som sjukhuspräst och som fängelsepräst.
Den 31 januari 2014 meddelade hon att hon avsagt sig sitt medlemskap i Socialistisk Folkeparti och att hon registrerat sig som medlem i Radikale Venstre. Den 29 januari 2021 bytte hon åter parti, denna gång till Socialdemokratiet.